# Wegen Reichtum geschlossen (1968)
Wegen Reichtum geschlossen ist eine deutsche Filmkomödie von Hans Hutter aus dem Jahr 1968. Er beruht auf der Lebensgeschichte des ersten deutschen Lotto-Großgewinners Walter Knoblauch.

## Handlung
Der arbeitslose Hausierer Walter Knoblauch gewinnt 1956 den Hauptgewinn im Lotto. Er gibt den Gewinn mit vollen Händen aus:
Er heiratet seine Verlobte Elisabeth, kauft Autos, Pelze und ein Restaurant. Er verliebt sich in die Bardame Rita.
Irgendwann geht jedoch das Geld aus.

## Hintergrund
Der Produzent und Drehbuchmitautor Wolf Citron kaufte für 3100 Mark die Rechte an der Lebensgeschichte vom mittlerweile verarmten Walter Knoblauch ab.

## Rezeption
„Dem Tun und Lassen des Verschwenders geht dieser Debütfilm in konventioneller Erzählweise, mit dichterischen Ausschmückungen und betonter Heiterkeit nach.“